# Julie Allemand
Julie Allemand   (Lieja, 7 de juliol de 1996) és una jugadora de bàsquet belga que juga al Chicago Sky de la Women's National Basketball Association (WNBA). Anteriorment havia jugat al Lyon ASVEL Féminin i és membre de la selecció belga. Al draft de la WNBA de 2016, va ser seleccionada per l'Indiana Fever a la tercera ronda.
Va participar al Campionat d'Europa de bàsquet femení de 2023 en què la selecció belga vèncer a la final 58-64 a la selecció espanyola.